# Államosítás
Az államosítás (nemzetközi szóval nacionalizálás) szűkebb értelemben magántulajdonban álló javak, illetve a rájuk vonatkozó vagyoni értékű jogok állami tulajdonba vétele az állam egyoldalú jogi aktusával. A privatizációval ellentétes irányú gazdasági jogi folyamat. (A mezőgazdaság területén a hasonló célú folyamatot kollektivizálásnak nevezték.)
Tágabb értelemben gyakran államosításnak nevezik az olyan állami lépéseket is, melyek nem vagyoni, hanem más (politikai, jogi, társadalmi és gazdasági) viszonyokba avatkoznak be egyoldalúan. Ebben az értelemben lehet szó például a közigazgatás államosításáról (önkormányzati feladatok állami szervekhez csoportosítása) vagy az anyakönyvezés államosításáról (az egyházi anyakönyvezés közhitelességének megszüntetése és az állami anyakönyvezés kötelezővé tétele).

## Az állami tulajdon
Az állam tulajdonosi joga elsősorban a közszolgáltatásokkal összefüggő vagyontárgyakra, iparágakra terjed ki. Az ezen a körön túlterjedő, esetleg teljességre törő államosítást a társadalmi egyenlőséget hirdető ideológiák legitimálják, mint például a társadalmi tulajdon vagy az államszocializmus marxista eszmeköre. Diktatórikus politikai rendszerekben általában megelőzi az állami tulajdonba vételnek alapot szolgáltató jogi rendezés és a magántulajdon kárpótlás nélkül kerül állami kezelésbe, míg demokráciákban a kárpótlással járó államosítás csak a már lefektetett jogszabályi úton történhet. A túlzott államosítással együtt járó igazságtalanságokat kívánta megelőzni a kártalanítás kötelezővé tételével az ENSZ 1974-es chartája Az államok gazdasági jogairól és kötelezettségeiről (Charter of Economic Rights and Duties of States) címmel.
A világ nagy részében állami tulajdont képeznek a vasutak, az energiaipar és a közszolgálati média. A történelem során különösen nagyarányú államosítás zajlott le a második világháború után az egykori kommunista blokk országaiban.

## Államosítás Magyarországon
Magyarországon elsőként a postai szolgáltatást államosították az 1720-as években, majd megjelenésétől kezdve, az 1870-es évektől a telefonhálózatot. A 20. századot megelőző legjelentősebb államosítási folyamat az 1860-as évektől kezdődően a vasúthálózat állami kivásárlása volt a korábbi birtokosoktól, az osztrák államvasutaktól és más magánvállalkozásoktól.
Az 1945 után kiépült államszocialista tervgazdálkodásban indult meg a nagybirtokrendszer felszámolása a termelőszövetkezeti rendszer kialakításával, valamint a közszolgáltatási körön kívül eső magántárgyak nagyarányú, kárpótlás nélküli kollektivizálása. 1946. január 1-jével kártalanítás igéretével állami tulajdonba kerültek a bányák, az év végén pedig a négy legjelentősebb nehézipari vállalat (Rimamurányi-Salgótarjáni Vasmű, Weiss Manfréd Acél- és Fémművek, Ganz Vállalatok, Győri Vagon- és Gépgyár) és azok érdekeltségei kerültek sorra. 1948-ig külön törvények rendelkeztek a villamosművek, távvezetékek, bankok, egyházi iskolák, a száz munkásnál többet foglalkoztató ipari vállalatok államosítására. 1949-ben minden tíz dolgozónál többnek munkát adó cég és a külföldi tulajdonú vállalatok is állami tulajdonba kerültek. 1950-ben a gyógyszertárakat is államosították.
Az egyes házingatlanok állami tulajdonba vételéről szóló 1952. évi 4. törvényerejű rendelet  alapján 
állami tulajdonba vették azokat a magántulajdonban álló házingatlanokat, amelyeket (vagy amelyek egy részét) bérbeadás útján hasznosították. A jogszabály b; pontja politikai alapon határozta meg az állami tulajdonba kerülő házingatlanok körét attól függetlenül, hogy bérlakás volt-e vagy sem.

### Az államosítások légköre 1949-ben
Heimer Jenő államosító igazgató, 1970-ig az államosított irodagép-vállalatok vezérigazgatója visszaemlékezik 1983-ban: „Úgy hajtottuk végre, hogy másnap kora reggel percre azonos időpontban léptek be a kijelölt vállalatokhoz, nehogy azok egymást értesíthessék.” „a szakma első számú ellenségének tartottak, úgy gondolták, hogy én találtam ki az államosítást, sőt 
az intézkedésemre telepítettek ki néhány irodagépes kollégát. A kitelepítéseket ma is igazságtalannak tartom.” „… még vakon bíztam Rákosiban. Csak akkor döbbentem rá a valóságra, amikor a letartóztatottak között jó barátom, aki szegény a börtönben megzavarodott és meghalt.”

### Privatizáció a rendszerváltás után
A szabályozatlan (spontán) privatizáció már 1988-ban elkezdődött. A rendszerváltozást követő években a közszolgáltatási körön kívül eső vagyontárgyak nagy része ismét magántulajdonba került. Az 1990 utáni kormányzatok az államosítás korábbi kárvallottjait igyekeztek részlegesen kárpótolni. 1992-ben a tartósan állami tulajdonban maradt vagyon kezelésére megalakították az Állami Vagyonkezelő Részvénytársaságot. Az állam kezén maradt javak tulajdonjogát 2007 óta az Állami Privatizációs és Vagyonkezelő Zrt. és a Kincstári Vagyoni Igazgatóság összevonásával létrehozott Magyar Nemzeti Vagyonkezelő Zrt. gyakorolja.